# تاريخ التصوير الشبقي
يشمل تاريخ التصوير الشبقي هو التصوير والنحت والصور الفوتوغرافية والفنون الدرامية والموسيقى والكتابة التي تعرض مشاهد الطبيعة الجنسانية (الشبقية) على مر الزمن. وُجِد التصوير الشبقي في كل حضارة تقريبًا: قديمة وحديثة. ربطت الثقافات المبكرة الفعل الجنساني بالقوى الخارقة للطبيعة، إذ دارت أديانها حول هذا التصوير. عبَّر التصوير الشبقي عن معانٍ روحية في الأديان الأصلية بالبلدان الآسيوية مثل الهند ونيبال وسريلانكا واليابان والصين. أنتج اليونانيون والرومان القدماء العديد من الفن والزخرفة الشبقية المُعبِّرة عن معتقداتهم الدينية وممارساتهم الثقافية.
تطور عرض التصوير الشبقي ونشره في الآونة الأخيرة مع تطور تكنولوجيا التواصل، إذ تطورت تقنيات حديثة مثل: الطباعة والتصوير الفوتوغرافي والأفلام والحواسيب.

## الاتجاهات عبر التاريخ

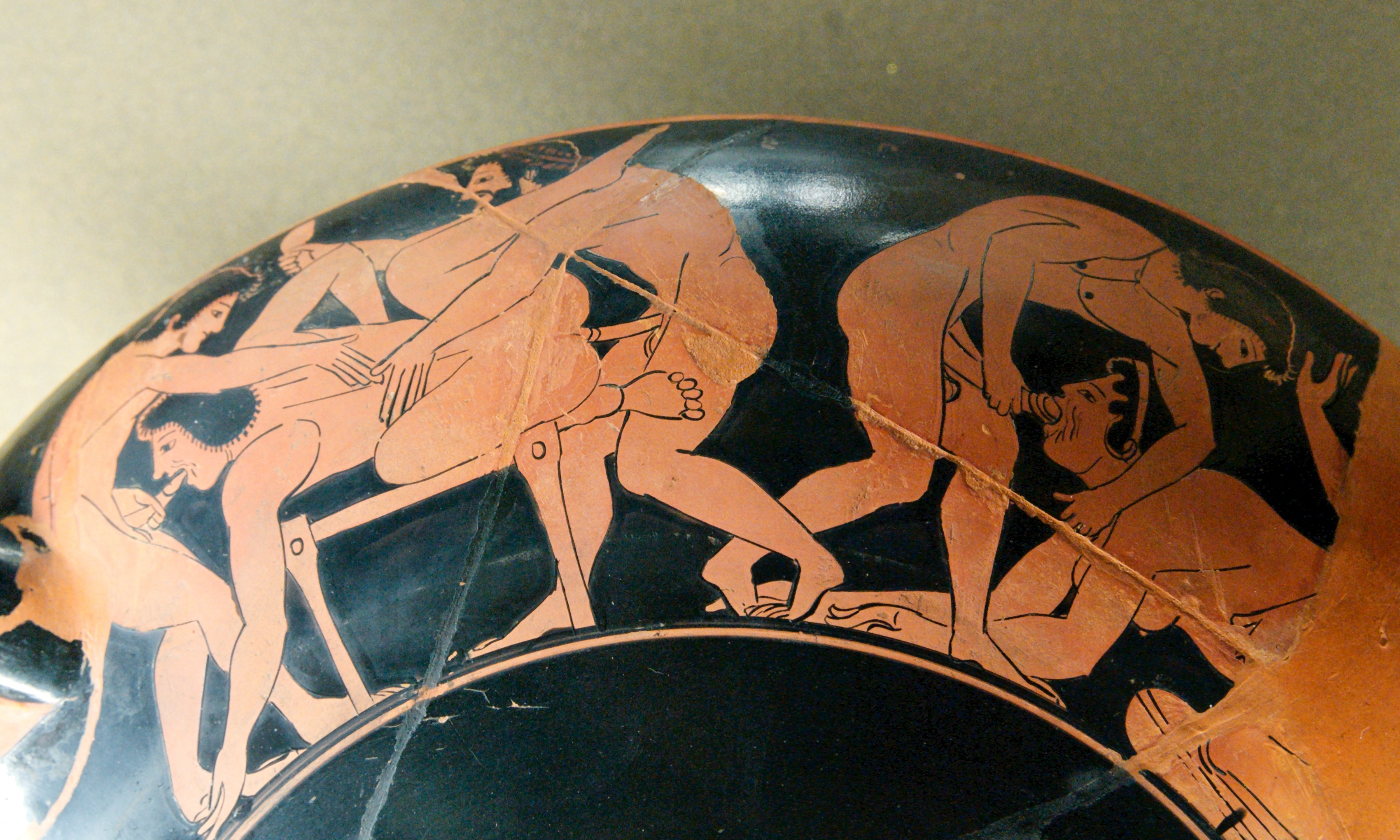
مشهد شبقي على كيليكس إغريقيّ يعود لنحو عام 510 ق.م.

نظرت العصور المبكرة إلى التصوير الشبقي على أنه جزء من ثقافتهم الفطرية أو الدينية، لذا لم يٌهمَّش أو يكُن له شكل مختلف عن أي نوع آخر. لم ينشأ مفهوم الإباحية إلا حديثًا في العصر الفيكتوري. أُضيف مفهوم الإباحية الحالي في ستينيات القرن التاسع عشر ليحل محل المفهوم القديم الذي كان يعني الكتابة عن الدعارة. ظهر المفهوم لأول مرة في قاموس طبي إنجليزي عام 1857، وعُرف بأنه: «وصف للدعارة، من

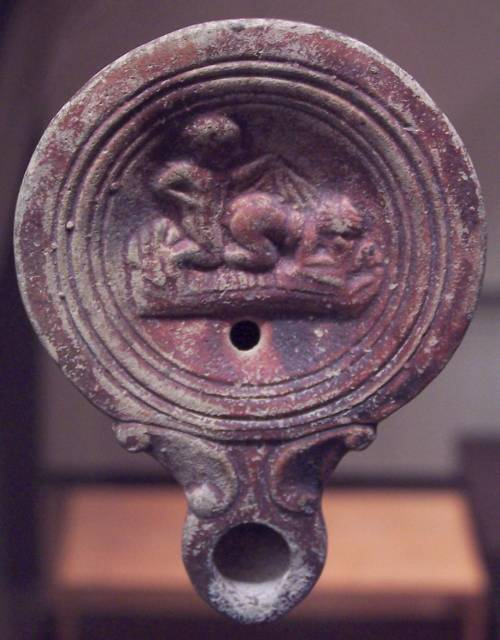
مصباح زيتي رومانيّ يصور جماعًا دبريًا

باب الصحة العامة». ظهرت النسخة الأولى من التعريف الحديث في قاموس ويبستر عام 1864 وعُرِّف المصطلح بأنه: «استخدام الفنون التشكيلية الخليعة لتزيين جدران الغرف المقدسة في عيد باخوس -إله الخمر- مثال على ذلك: تلك الموجودة في بومبي». بدأ منذ ذلك الوقت وحتى اليوم الإشارة إلى هذه الفنون بالصور الفاضحة. رغم أن القوانين بالعصور المبكرة نظمت وحظرت بعض الأفعال الجنسية المحددة، لكنها لم تُحرِّم النظر إلى هذه التصويرات في أي بلد حتى عام 1857. حُظر حيازة بعض الكتب أو النقوش أو مجموعات الصور في بعض الحالات، فيما بدأ الاتجاه نحو سن قوانين لتحريم مشاهدة الفنون الفاضحة جنسيًا بشكل عام في العصر الفيكتوري.
ظهر الكثير من فن الرومان الشبقي بعد استكشاف حفريات بومبي في ستينيات القرن التاسع عشر، الأمر الذي صدم الفيكتوريين الذين اعتقدوا أنهم الورثة المفكرين للإمبراطورية الرومانية. لم يدرِ الفيكتوريون ماذا سيفعلون حيال الفن الجنسي الفاضح وبذلوا قصارى جهدهم لإخفائه عن الجميع باستثناء علماء الطبقة العليا. خُبئت الحفريات القابلة للنقل في المتحف السري في نابولي، وغُطيت الآثار غير القابلة للنقل وطُوقت حتى لا تثير حساسيات النساء والأطفال والعاملين. صدر أول قانون لإنجلترا (والعالم) بتجريم الفن الإباحي بعد إصدار قانون المنشورات الفاحشة لعام 1857. كان التصوير الشبقي شائعًا منذ آلاف السنين على الرغم من القمع الممارس من حينٍ إلى آخر.
سُجِّل التصوير الإباحي عبر التاريخ وتكيف مع كل وسط جديد، بما في ذلك التصوير الفوتوغرافي، والسينما، والفيديو، والحواسيب والإنترنت.
تعود أولى حالات المواد الإباحية الحديثة إلى القرن السادس عشر عندما كانت الصور الجنسية الفاضحة تميز نفسها عن الصور الجنسية التقليدية في الفن الأوروبي بالجمع بين التمثيل الصريح التقليدي للجنس والمعايير الأخلاقية السائدة بهذه الأزمنة.
قيَّد التعديل الأول لقانون حكومة الولايات المتحدة الكلام على أساس محتواه وذلك بحماية الكلام البذيء وإمكانية تنظيمه، لكنه لم يكن محظورًا. يُستثنى من ذلك الفاحشة إذ تتعرض للعقوبة القضائية. استُخدم هذا الاستثناء على مر التاريخ لمحاولة حظر معلومات التربية الجنسية، ودراسات العري، والمؤلفات الفاضحة جنسيًا.
سعت الولايات المتحدة لإغلاق صناعة المواد الإباحية بمقاضاة الأفراد المتهمين بالبغي في سبعينيات القرن التاسع عشر. ميزت المحكمة العليا بولاية كاليفورنيا بين البغاء بوصفه بأنه مشاركة الفرد في الأنشطة الجنسية مقابل المال وبين الممثل الذي يصور عملًا جنسيًا على الشاشة ضمن دوره في التمثيل في حكمها بقضية «الناس مقابل فريمان». لم يُطعن في القضية بالمحكمة العليا للولايات المتحدة، وارتبط الحكم بولاية كاليفورنيا فقط.

## التصويرات المبكرة

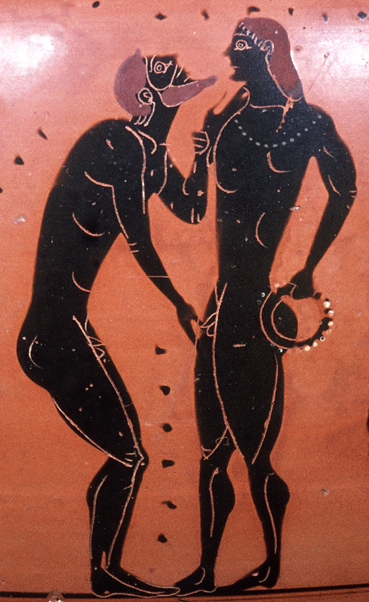
رسم شبقي إغريقي مثلي يعود للقرن الخامس قبل الميلاد

### العصر الحجري القديم والحجري المتوسط
من أقدم أمثلة التصوير الشبقي الباقية إلى الآن رسومات العصر الحجري القديم ونقوشه في الكهوف. تشمل الصور الأكثر شيوعًا: الحيوانات، ومشاهد الصيد، وتصوير الأعضاء التناسلية للإنسان. صورت نقوش العصر الحجري القديم الأثرية بشرًا عراة مفرطي الشهوة الجنسية (مثل: تمثال فينوس المصغر). اكتُشف مؤخرًا فنون كهفية في صخور كريسويل في إنجلترا يُعتقد أنها تبلغ من العمر أكثر من 12000 عام، شملت هذه الرسوم بعض الرموز التي يُعتقد أنها تصوير نمطي للأعضاء التناسلية الأنثوية. يُخمَّن أن هذه الأشياء استُخدمت في الشعائر الدينية أو لغرض جنسي مباشر رغم أنه لا يوجد دليل مباشر على ذلك.
ذكر علماء الآثار بألمانيا في أبريل عام 2005 أنهم وجدوا تصويرًا يعتقدون أن عمره 7200 سنة لتمثال صغير لذكر ينحني على تمثال صغير لأنثى بطريقة توحي بالجماع الجنسي. سُمّيت شخصية الذكر أدونيس فون زيكرنتز.

### حضارة بلاد الرافدين أو بلاد ما بين النهرين
اكتُشف في بلاد ما بين النهرين القديمة عدد هائل من المصنوعات اليدوية صورت الجماع الجنسي بشكل صريح. يُظهر الفن التشكيلي للحضارة السومرية بعصر فجر السلالات مشاهد من الجنس الأمامي بالوضع التبشيري عدة مرات. أظهرت النقوش في الطقوس التي عُرفت في بلاد ما بين النهرين منذ بداية الألفية الثانية قبل الميلاد الرجال يمارسون الجنس مع المرأة من الخلف بينما تنحنى وتشرب الجعة بالشفاطة. مثَّلت تماثيل النذر الصغيرة الرئيسية بالحضارة الآشورية الوسطى الرجل يقف ويجامع المرأة وهي تستلقي على مذبح القرابين. اعتاد العلماء تفسير كل هذه التصويرات بأنها مشاهد للجنس الشعائري، يرتبطون على الأرجح بعبادة الإلهة إنانا، إلهة الجنس والبغي. وُجدت الكثير من الصور الجنسية في معبد إنانا بمدينة آشور، احتوى أيضًا على نماذج للأعضاء الجنسية الذكرية والأنثوية، بما في ذلك صورة فالوس، الذي يُعتقد أنه كان يُرتدى حول العنق كتعويذة أو كصنم للعبادة، ونماذج من الطين لفرج الإناث.

### مصر القديمة
لم تكن صور الجماع الجنسي جزءًا من السجل العام للفن المصري الرسمي القديم، لكن وُجدت رسومات أولية للإتصال الجنسي على قطع من الفخار وصور جرافيتي. اكتُشفت بردية تورين الجنسية (البردية 55001) -هي بردية مصرية يبلغ طولها 2.6 مترًا وعرضها 25 سنتيمترًا، في دير المدينة، احتوى ثلثها الأخير على سلسلة من اثنتي عشرة مقالة قصيرة مُوضح فيها الرجال والنساء في مختلف الأوضاع الجنسية. وضحت الرجال على أنهم: «حثالة، صلعان، قصيرون، مع بطن ضخمة» بأعضاء تناسلية كبيرة بشكل مبالغ فيه، ولا يتوافقوا مع المقاييس المصرية للجاذبية الجسدية، فيما كانت النساء صالحات للزواج صَوَّرتهم المقالات مع أشياء من الأيكونغرافيا الشبقية، مثل أوراق اللبلاب، وفي بعض الصور كُنَّ يحملن أشياء ترتبط تقليدياً بالإلهة حتحور -إلهة الحب- مثل زهور اللوتس والقرود والسيستروم (آلة موسيقية). يُعتقد بأن البردية رُسمت في عصر الرعامسة (بين عامي 1292-1075 قبل الميلاد) وجودتها الفنية العالية تشير إلى أنها كانت لجمهور غني. لم يُعثر بعد على برديات مماثلة.

### الحضارة الرومانية واليونانية
رسم اليونانيون القدماء فنونًا خزفية لمشاهد جنسية على أدواتهم، واشتهر الكثير منهم بكونهم من أقدم مَن صوروا العلاقات الجنسية المثلية وحب الغلمان. صوَّر الفن اليوناني النشاط الجنسي بشكل كبير ما جعل جعل من المستحيل التمييز بين الذي اعتُبر غير شرعي أو لا أخلاقي في نظرهم إذ لم يكن لدى اليونانيين القدماء مفهوم للإباحية.